# Katharina Rieter
Katharina Rieter († 1410) war 1410 Äbtissin des Klosters Himmelkron.

## Leben
Katharina stammte aus der Familie von Rieter von Kornburg. Diese Familie gehörte dem Nürnberger Patriziat an, war aber auch Teil der freien Reichsritterschaft. Eine Inschrift im Chor der Rieterkirche in Kalbensteinberg erinnert an Katharina als Nachfolgerin der Katharina Förtsch von Thurnau und dass sie unmittelbar nach der Erwählung starb. Sie steht damit in einer Reihe von Äbtissinnen, die nur wenige Jahre wirkten.